# Vesela Straža
Vesela Straža je srednjovjekovno utvrđeno naselje kod današnjeg Bugojna. Ne zna se točno kada i tko ga je osnovao, ali se zna da se nalazila na uzvišenju Kik u Veseloj. Nacionalnim je spomenikom proglašena 2005. godine.
Ima pokazatelja da je u 15. stoljeću u Veseloj Straži postojao franjevački samostan.
Tijekom 2004. godine jugoistočni dio utvrđenja je uništen.
Poravnata je bagerima da bi ovdašnji paraglajderi imali kvalitetno uzletište, o čemu su mediji sramotno slabo reagirali, tek dva mala teksta.